# Neesia altissima
Neesia altissima ist eine Pflanzenart in der Familie der Malvengewächse aus Java, Sumatra, Borneo, Malaysia und Thailand.

## Beschreibung

### Vegetative Merkmale
Neesia altissima wächst als großer, immergrüner Baum bis zu 30–40 Meter hoch. Der Stammdurchmesser erreicht 1,2 Meter oder mehr. Die relativ glatte Borke ist grau-braun und leicht rissig.
Die einfachen, gestielten  und ledrigen Laubblätter sind wechselständig an den Zweigenden angeordnet. Die bis etwa 10 Zentimeter langen Blattstiele sind mehr oder weniger schuppig. Die ganzrandige, elliptische bis verkehrt-eiförmige und unterseits hellgrüne, ober- und unterseits leicht bis schwach, meist auf den Adern, haarige und schuppige Blattspreite ist bis 30–40 Zentimeter lang und an der Spitze abgerundet oder stumpf bis eingebuchtet, ausgerandet. Die Nervatur ist gefiedert, oberseits etwas eingeprägt und unterseits erhaben. Die längeren Nebenblätter sind meist abfallend.
An jüngeren Pflanzen sind die Zweige bräunlich behaart und die Blätter haarig und spitzig.

### Generative Merkmale
An der Blütenknospe ist ein abfallender, außen bräunlich schuppiger und innen haariger, lappiger Außenkelch vorhanden. Die Blüten stehen in achselständigen, kleinen und schuppigen zymösen Gruppen an den Knoten der abgefallenen Blätter oder erscheinen (ramiflor, astblütig). Die Blüten mit schuppigen Stielen sind mit doppelter Blütenhülle. Der außen bräunlich schuppige, innen nur schwach haarige, fleischige Kelch ist zu einer 2–3 Zentimeter breiten, tellerförmigen Scheibe mit einem wulstigen, eingerollten Rand verwachsen. Die meist 5 länglichen und spitzen, freien, weißlich-rötlichen, außen haarigen, etwa 1,5 Zentimeter langen Kronblätter fallen früh ab. Die vielen (25–30), kurzen Staubblätter um den Fruchtknoten herum sind nur an der Basis verwachsen. Der mehrkammerige Fruchtknoten ist oberständig, mit einem kurzen Griffel mit kopfiger Narbe.
Es werden große, gräulich-dunkelbraune und mit spitzen, pyramidalen Höckern besetzte, eiförmige sowie fünfkantige, holzige, spitze und vielsamige, fachspaltige Kapselfrüchte gebildet. Sie haben einen kurzen, schmalen Hals und sind innen dicht mit hellbräunlichen bis orangen, stechenden, brennenden Haaren besetzt und sind etwa 15–20 Zentimeter lang. Die dickschaligen Früchte öffnen sich klappig an der Spitze bis fast zum Grund. Die anfangs rötlich-braunen, später schwärzlichen, abgeflachten, glatten und eiförmigen, etwa 2–3 Zentimeter langen Samen haben einen kleineren, gelblichen Arillus und/oder eine Caruncula.

## Taxonomie
Die Erstbeschreibung des Basionyms Esenbeckia altissima erfolgte 1825 durch Carl Ludwig Blume in Bijdragen tot de flora van Nederlandsch Indië 3: 119. Die Umteilung in eine neue Gattung erfolgte 1835 wiederum durch Carl Blume in Nova Acta Physico-medica Academiae Caesareae Leopoldino-Carolinae Naturae…  17(1): 83. Ein weiteres Synonym ist Cotylephora altissima (Blume) Meisn.